# Laguna de los Padres
La Laguna de los Padres es una laguna ubicada a 12 km del microcentro de la ciudad de Mar del Plata, Argentina. Se encuentra transformada en una reserva natural desde el 2011. En 2016 se le da el nombre de "Reserva Natural Municipal de Objeto Definido Educativo Laguna de Los Padres". La reserva ocupa 687 hectáreas, de las cuales casi la mitad (319 hectáreas) corresponden a la laguna. Se accede a la Reserva Integral Laguna de Los Padres desde el km 12.5 de la ruta nacional 226. Dentro de la Reserva se encuentra la Misión Jesuita Nuestra Señora del Pilar y el Museo Municipal José Hernández.

## Toponimia
A mediados del siglo XVIII, la laguna era conocida por los lugareños como "Laguna Grande". Luego se cambia su nombre por Nao Lauquen o "Laguna de los cabritos". No había cabras en la zona pero sí eran muy abundantes los venados de las pampas (Ozotoceros bezoarticus). Con la instalación de la reserva jesuita empieza a ser conocida a principios del siglo XIX, como de los Padres aludiendo al apelativo que comúnmente refiere a los sacerdotes cristianos católico-romanos, ya que misioneros jesuitas fundaron la primera localidad relativamente estable (aunque pese a ellos su existencia fue efímera) en la zona durante el antedatado siglo. Existe la versión de que Juan Manuel de Rosas fue el primero en llamarla así, en 1825/26. Alrededor de la misma época, unas 80 000 ha, incluyendo la laguna, fueron dadas a Pedro de Alcántara Capdevila, quien le cede la zona de la laguna a su hermano Marcelino para su explotación. Marcelino Alcántara Capdevila la denomina "Estancia de la Laguna de los Padres Jesuitas".

## Historia
En el año 1957, se declara como Reserva Provincial al área del Curral, cercana a la laguna mediante el Decreto Provincial 1932//57. Durante las décadas siguientes se van realizando donaciones de tierras e inmuebles cercanos desde el gobierno provincial a la municipalidad de General Pueyrredón.
En septiembre de 1984, se aprueba el Plan de Manejo para la Reserva Integral Laguna de los Padres mediante el Decreto Municipal 1020.
Finalmente en 2011, el área es declarada "Reserva Natural" mediante el Decreto Provincial N°469. En 2016, por ley provincial se la denomina "Reserva Natural Municipal de Objeto Definido Educativo Laguna de Los Padres". La reserva ocupa 687 hectáreas, de las cuales casi la mitad (319 ha) corresponden a la laguna. Está dividida en tres sectores de acuerdo al acceso al público: intangible (zona sin acceso), de conservación (acceso peatonal) y de usos intensivos (donde se permiten actividades recreativas).

## La misión jesuítica

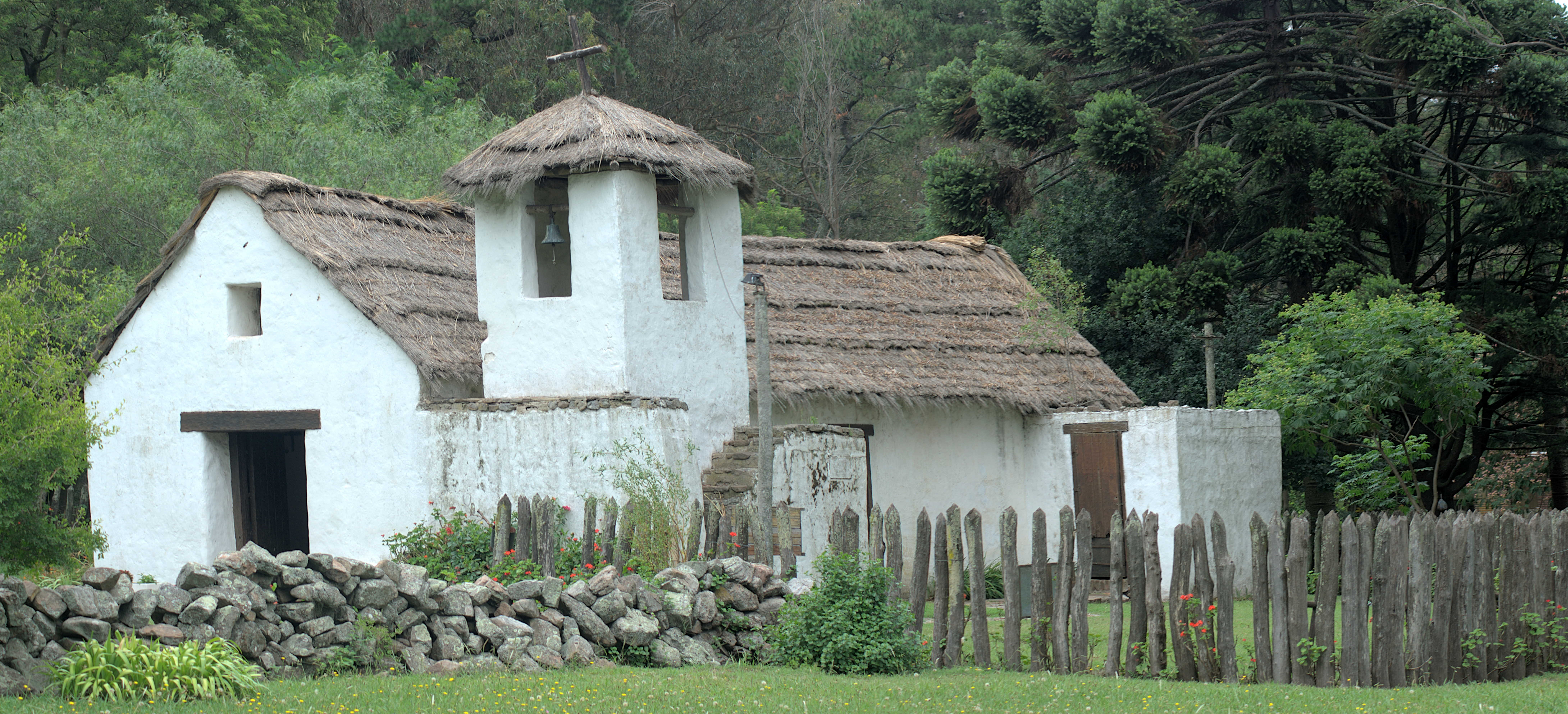
Reducción Nuestra Señora de Pilar (Reconstrucción), ubicada frente a la laguna.

En las orillas de la laguna los jesuitas fundaron, en 1746, la Reducción Nuestra Señora del Pilar, El 13 de noviembre de 1746, dos misioneros de la Compañía de Jesús, los sacerdotes José Cardiel y Tomás Falkner, clavan la Cruz y entablan la doctrina cristiana a la vera de una laguna grande, para esa época innominada, fundando de esa manera, la misión de Puelches de Nuestra Señora del Pilar del Vuulcan. Esta misión, no fue un designio aislado, sino, parte de un proyecto de mucho más envergadura, que consistía en fundar una misión cada cuarenta leguas españolas, desde el río Salado, de la provincia de Buenos Aires, hasta el Estrecho de Magallanes. Y es que para los primeros años del siglo XVIII los jesuitas del Paraguay, ya tenían sus ojos puestos en las regiones australes de las llanuras pampeanas.
Este proyecto nace en una época de esplendor para la Compañía, pero también paradójicamente en tiempos muy cercanos al extrañamiento, que por Real Decreto de 27 de febrero de 1767 dio el monarca Carlos III, por lo que los jesuitas no pudieron desarrollar en toda su plenitud esa inculturación que, desde la fe cristiana, habían implementado en otras latitudes de nuestro espacio territorial desde 1585 en adelante.
El primero de enero de 1751, los jesuitas habían logrado reunir un número aproximado a los mil doscientos naturales en la misión y este número dio lugar a que la Legislación Indiana del Consejo de Indias, contemple la fundación del pueblo, que no lo permitía cuando la población era inferior a mil almas, por lo que el gobernador de Buenos Aires firmó el acta de fundación del Pueblo del Pilar, primer pueblo oficialmente fundado al sur del Salado. Este primer pueblo, regido por su correspondiente cabildo en este caso con autoridades elegidas entre la población indígena.
Para fines de ese mismo año, los conflictos originados en la ciudad contra los jesuitas que se oponían al vil comercio, fundamentalmente de aguardiente con que los pulperos trashumantes, esquilmaban a los indios en negocios espurios y los graves enfrentamientos entre el gobernador José de Andonaegui y el cacique general Nicolás Cangapol, hizo suponer a los jesuitas que se produciría una sublevación generalizada en estas llanuras orientales, por lo que el padre jesuita Matías Stroebel, párroco a la sazón de la villa, decide emprender el éxodo.
Casi doscientos años transcurrieron y en 1949, el Gobierno Nacional, por ley, expropia a la estancia Laguna de los Padres, el espejo de agua y casi cuatrocientas hectáreas de costa, donándoselas a la Municipalidad de General Pueyrredón como Lugar y Patrimonio Histórico, habida cuenta de que esta antiquísima misión, es considerada como el primer antecedente poblacional de Mar del Plata y como el primer foco de evangelización de la región.
De esta manera quedó expedito el camino para que las comisiones de estudio, comiencen a buscar el lugar donde había estado enclavada la misión. Una vez determinado el lugar aproximado del emplazamiento jesuítico, surge la decisión política de reconstruir o que fue en el XVIII. La reconstrucción fue realizada por la Municipalidad de Gral. Pueyrredón, con la dirección y asesoramiento del sacerdote Guillermo Furlong Cardiff, historiador acreditado por la Compañía de Jesús, con los materiales y métodos y la disposición edilicia que en su momento ostentaba en su mínima expresión.
La capilla de la reducción del pilar funciona como lugar de culto, en donde se celebra todos los domingos la misa a las 16:30 (de diciembre a febrero a las 18 h), también se puede solicitar para celebrar bautismos y casamientos.

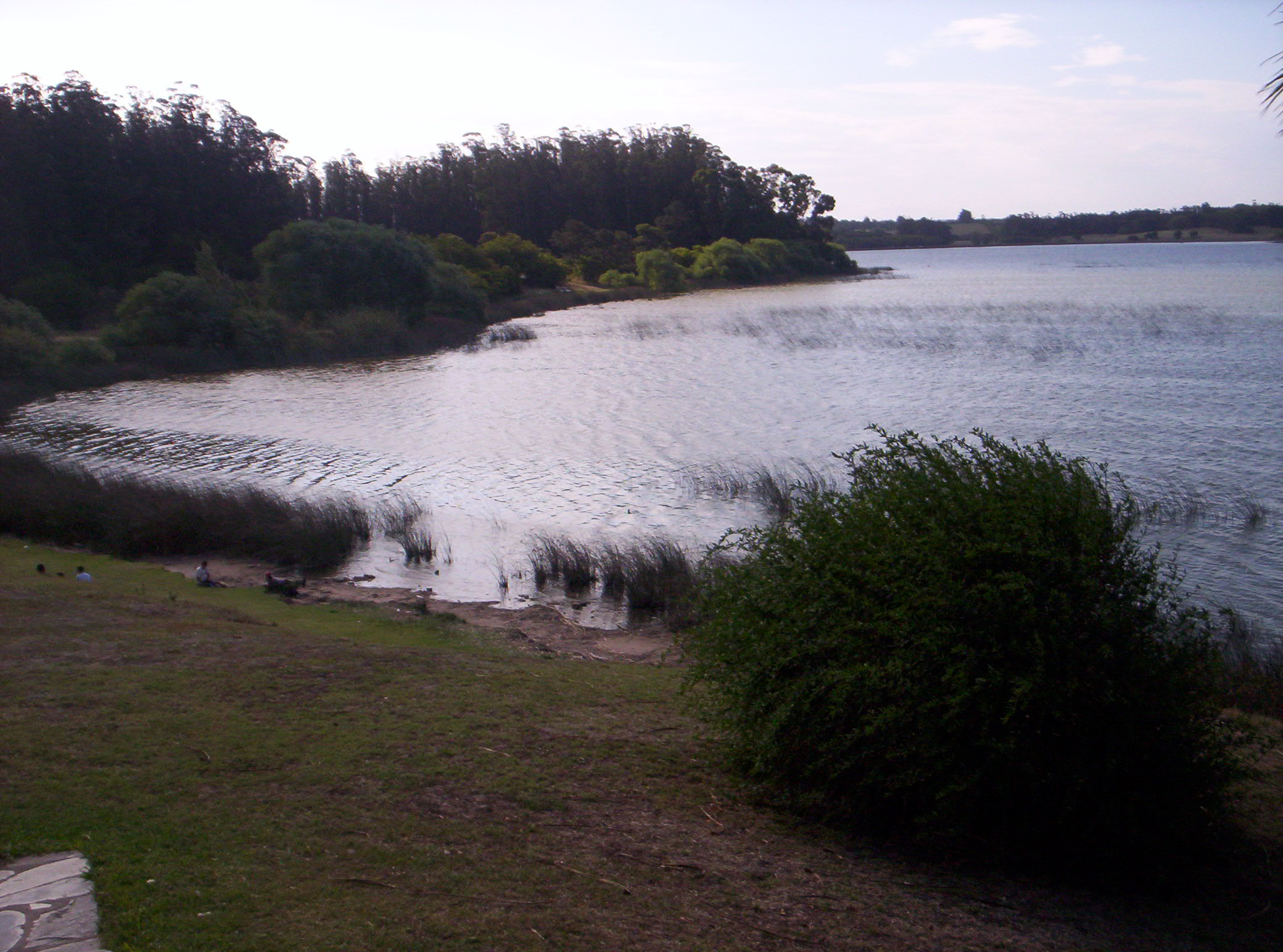
Costa y vegetación de la laguna

El 18 de julio de 1746, dos misioneros de la Compañía de Jesús, los sacerdotes Tomás Falkner y José Cardiel, emprendieron un largo viaje a las sierras del Vuulcan. Salieron muy temprano, antes de la salida del sol desde la Casa de los jesuitas en Buenos Aires, cargando sus pertrechos y provisiones en una carreta tirada por tres yuntas de bueyes, dos mulas cargueras y dos de andar.

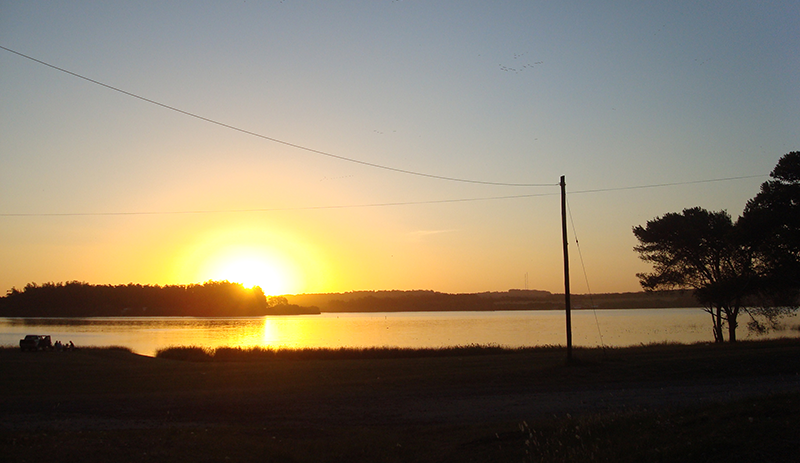
Atardecer en Laguna de los Padres

En un accidentado periplo hubieron de sortear numerosos obstáculos, desde los cangrejales (bajíos costeros pantanosos) del Tuyú, los guadales, jaurías de perros cimarrones y estampidas de baguales (caballos) que les cortaban el paso.
Luego de una corta estadía en la Misión de la Concepción de los Pampas en el Salado, a fines del mes de septiembre, llegaron a un lugar al que en las cartas de navegación de esa época, marcaban como “Punta de Lobos” o “Cabo de Lobos” por la gran lobería o colonia de lobos marinos, luego “Cabo Corrientes”. Giraron en dirección O.N.O., siguiendo las indicaciones de Falkner, quien había explorado anteriormente la región. Llegan al Vuulcan y se establecen en un lugar inicialmente no determinado, buscando tomar contacto con los naturales de la zona.
«Halle en las sierras, dice el sacerdote Cardiel, como a trescientos indios, de los que en Buenos Aires llaman Serranos. Declaré fin de mi venida y vinieron todos al paraje que yo les señalé. Comencé a acariciarlos con los medios que dije tratándose de los abipones. Mostraban gusto en que les formásemos pueblo, aunque algunos se mostraban adversos a la Cristiandad, diciendo que ser cristianos es ser esclavos y otros disparates a ese modo». El lugar definitivo elegido para formar pueblo distaba a tres leguas del mar y al sudeste de la serranía, junto a una laguna grande para esos tiempos innominada y que al decir de Falkner, «Era una bella esmeralda con forma de cifra numeral siete». A la vera de ella, en la margen noreste y en la lomada más prominente pusieron su industria y sus grandes recursos, fundando su misión el día trece de noviembre de 1746.
Tras el éxodo de los Jesuitas a fines de 1751, sus temporalidades, quedaron abandonadas por setenta años. Solo viajeros y pulperos trashumantes fueron testigos vivientes de las ruinas de la reducción jesuítica abandonada, que si bien no han dejado crónicas ni testimonios palpables que recuerden su existencia, con toda seguridad, por tradición oral, comenzó a difundirse el topónimo que dio nombre al lugar.
Pero en 1825, una comisión conformada por el entonces coronel de milicias y hacendado Juan Manuel de Rosas, el coronel Juan Galo de Lavalle y el Ingeniero Felipe Senillosa, en el memorial suscripto por los dos últimos, dieron cuenta del nombre ya preexistente con el que se distinguía a la laguna como “De los Padres”.
Hasta ese momento, no existen datos concretos que den cuenta de otro topónimo. Los españoles en el tiempo de las vaquerías, vaya a saber por qué motivo, habían dado en llamarla “De las Cabrillas” y otros como “Laguna Grande”.
Pero tres años después, un hacendado oriental, Ladislao Martínez Castro, tomó posesión y sobre las tierras otrora ocupadas por los jesuitas, fundó una estancia a la que dio el nombre de “Estancia Laguna de los Padres”. De esta manera, Martínez Castro, oficializó el nombre que ya en tradición oral, recordaba a la antiquísima misión de la Compañía .
La toponimia imperante luego en estas regiones australes de las llanuras pampeanas, es de indiscutible pertenencia a la lengua “chilli dugu”, es decir de dialectos trasandinos, que en su mayoría surgen de la presencia dominante de esas comunidades a partir de la segunda mitad del s. XVIII.
La presencia mapuche en estas regiones se fue haciendo notoria a partir de los primeros años de ese siglo y terminó consolidándose en la tercera década del siglo XIX con la llegada del cacique Juan Calvucura en Salinas Grandes. De esta manera, por lo expresado anteriormente a la presencia de los jesuitas, no se conocía ningún vocablo toponímico permanente ni efectivo que se perpetuara en relación con la laguna hoy “De los Padres” y al área de igual nombre.
En la actualidad el parque es municipal. Dentro del mismo se encuentra el Museo Tradicionalista José Hernández, donde vivió el autor del Martín Fierro, y la escuela de Educación Secundaria Agraria Nro. 1. Sobre las costas de la laguna, hay distintos centros recreativos, como el Club de Pesca, el de los empleados municipales y amplias áreas boscosas libres. Desde 1995, en ocasión de los Juegos Panamericanos, se construyó la cancha de remo, de 2000 m de largo, dragando y señalizando parte de la laguna.
La laguna mide unos 2000 m de lado por 1000 de ancho, con un brazo hacia el suroeste de 1100 por 300. Es poco profunda, en promedio menos de 2 m de profundidad, y tiene agua bastante clara, aunque con abundantes algas ("gambarrusa") que dificultan la navegación y la natación. Está rodeada por bosques de eucaliptos y pinos, y amplias zonas de césped.

## Recursos naturales

### Flora
La vegetación dominante está compuesta por gramíneas y matorrales de curro, chilca y cardas. Además existe una densa vegetación no autóctona de araucarias, eucaliptos, pinos, etc. que fueron plantados por los habitantes de la zona.

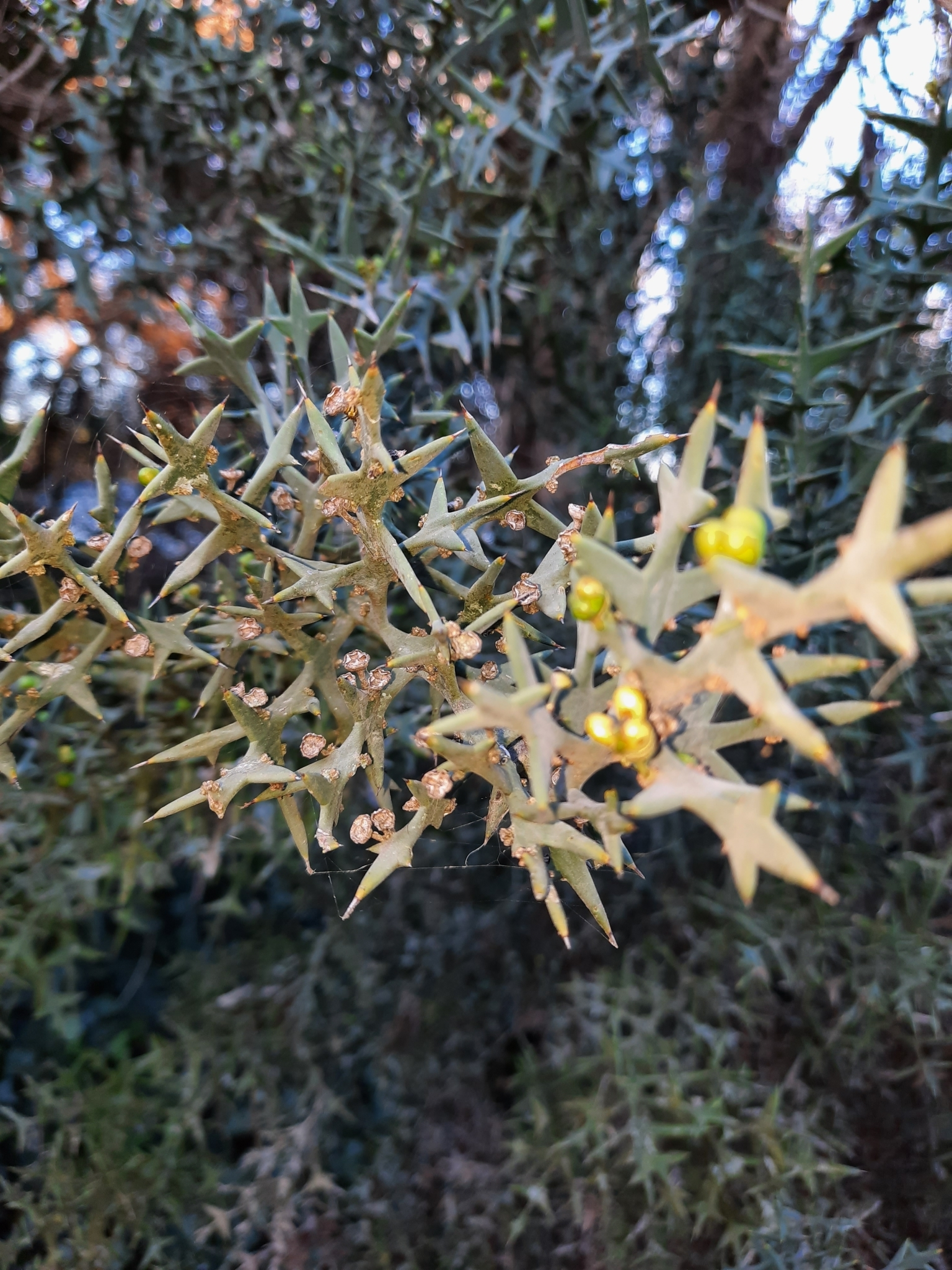
Curro, especie de arbusto característico de la zona.
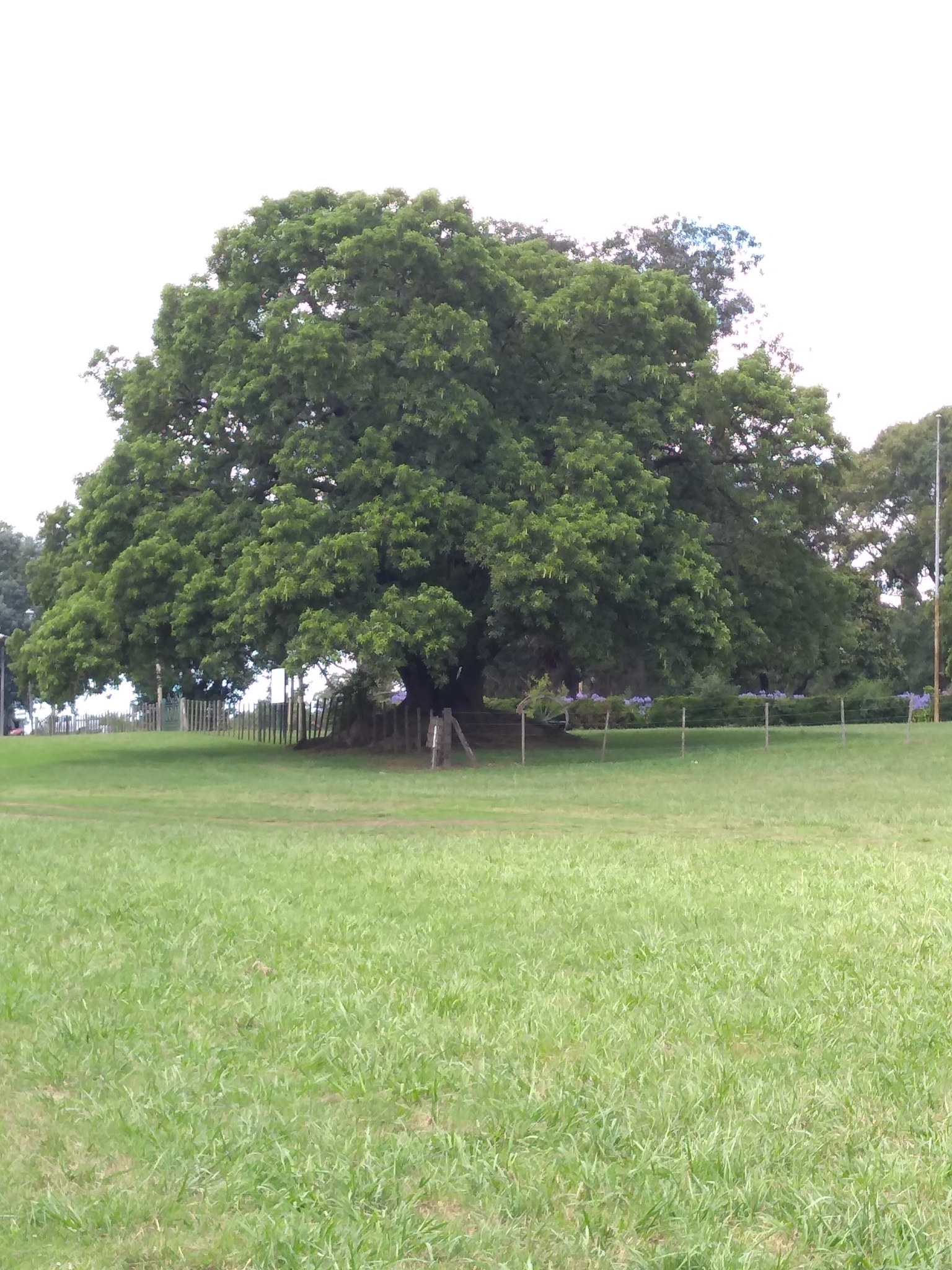
Ombú en el Museo Municipal Rafael Fernández

### Fauna
Se conocen unas 150 especies de aves, varias especies de mamíferos y reptiles, entre ellos una lagartija ápoda.

#### Aves
Entre las aves acuáticas se encuentran Macá Grande, Macá Común, Garcita Blanca, Cuervillo Cara Pelada, Chajá, Cisne Cuello Negro, Pato Overo, Pato Barcino, Pato Capuchino, Pato Cabeza Negra, Caracolero, Gallareta Chica, Gallareta Escudete Rojo, Gaviota Capucho Café, Gaviota Capucho Gris, Garcita Bueyera,Cuervillo de Cañada.